# Adenochilus gracilis
Adenochilus gracilis es una especie de orquídea de hábito terrestre. Es originaria de Nueva Zelanda.

## Descripción
Adenochilus gracilis son plantas anuales sin tubérculos, que aquí son reemplazados por rizomas alargados, con tallos cortos, rectos, sin ramificar, con una lámina membranosa plana y la inflorescencia terminal con una o dos flor de color discreto que están cubiertas externamente con pelos glandulares rojizos. El sépalo de la columna es mucho más amplio que los otros. El labio es mucho más pequeño que los otros segmentos. La columna es curva y suave, cubierto de pilosidad rojiza, terminando en márgenes denticulados y con ocho polinias. Se autopoliniza y sus frutos maduran en alrededor de diez semanas.

## Distribución y hábitat
Es una orquídea terrestre anual perteneciente a la subtribu Caladeniinae, originaria de Nueva Zelanda, Isla Stewart y la isla Chatham, se encuentran en zonas generalmente altas o montañosas, siempre en lugares cubiertos de musgo, en medio de capas de hojas en descomposición en el suelo del bosque mixto o arbustos en sus orillas. Su cultivo es muy difícil. Es la especie tipo del género. 

## Taxonomía
Adenochilus gracilis fue descrito por Joseph Dalton Hooker y publicado en Flora Novae-Zelandiae 1: 246. 1853.

## Etimología
Adenochilus: nombre genérico que se refiere a las glándulas que posee en el labelo.
Gracilis: epíteto latino que significa "esbelta".